# Ларс Вольден
Ларс Вольден (норв. Lars Volden; 26 липня 1992, м. Осло, Норвегія) — норвезький хокеїст, воротар. Виступає за «Регле» (Енгельгольм) у Шведській хокейній лізі. 
Вихованець хокейної школи «Манглеруд Стар» (Осло). Виступав за «Ставангер Ойлерс», «Еспоо Блюз», «Йокіпоят» (Йоенсуу). 
У складі національної збірної Норвегії учасник зимових Олімпійських іграх 2014 (1 матч), учасник чемпіонатів світу 2012, 2013, 2014 і 2015 (5 матчів). У складі молодіжної збірної Норвегії учасник чемпіонатів світу 2010 (дивізіон I), 2011 і 2011 (дивізіон IА). У складі юніорської збірної Норвегії учасник чемпіонатів світу 2009 і 2010 (дивізіон I).

## Досягнення
- Чемпіон Норвегії (2010)